# هاني بتوم (باركشير)
هاني بتوم (بالإنجليزية: Honey Bottom)‏ هي قرية تقع في المملكة المتحدة في جنوب شرق إنجلترا.